# 윌리엄 제켄도프
윌리엄 제켄도프(William Zeckendorf, 1905년 ~ 1976년 9월 30일)는 현저한 미국의 부동산 개발업자였다.
자신의 개발 회사 웹 앤드 내프(Webb and Knapp)사(1938년 자신이 일하기 시작하여 1949년 자신이 구입)를 통하여 그는 뉴욕의 도시 풍경의 의미있는 부분을 개발하였다. 건축가 I. M. 페이와 르 코르뷔지에가 많은 제켄도프의 기획을 위하여 일하였다.

## 인물
일리노이주 패리스에서 태어났으며, 제켄도프의 가장 주목할 만한 재산 획득과 라이벌 록펠러 센터에 가능한 "꿈의 도시" 개발은 42번가와 48번가 거리 사이에 있는 이스트 강 유역에 놓인 17 에이커(6,9000 m²)였다.
1946년 12월 이제 축제를 벌인 처리에 현저한 건축가 월리스 해리슨과 넬슨 록펠러는 그에게 대지를 8천 5백만 달러에 사들였고, 그 결과로서 존 D. 록펠러 2세가 국제 연합 본부의 건물을 위하여 이 땅을 기증하였다.
제켄도프는 또한 뉴욕의 크라이슬러 빌딩과 타임스 스퀘어에 있는 호텔 애스터를 소유하였으며, 1958년 시카고 대학교의 소유로 옮기기 전에 로비 하우스를 구입하고 콜로라도주 덴버에 마일 하이 센터와 캐나다 몬트리올에 플라스 빌 마리(Place Ville Marie)를 지었다.
1965년 자신의 회사가 파산에 이르기 직전에 제켄도프는 린드버그가 대서양 저편의 비행을 시작한 루스벨트 필드를 개발하고 롱아일랜드 대학교를 추진과 개발하는 데 도움을 주는 등 매혹적인 부동산 취급의 구체화가 되었다.
자신의 경력 시작부터 제켄도프는 취득이나 자금이 모자랐던 건설 기획에 자신의 처리 기능을 이용할 수 있었으나 때마침 자금 부족과 부딪치고 말았다.
71세의 나이로 뉴욕에서 사망하였다.